# Миноносцы типа V-105
Миноносцы типа V-105 — тип миноносцев, состоявший на вооружении Военно-морского флота Германии в период Первой мировой войны. Всего было построено четыре миноносца этого типа — V-105 — V-108. V 107 8 мая 1915 года затонул в результате подрыва на мине близ Либавы. Остальные после окончания войны переданы по репарациям союзникам.

## История
Перед Первой мировой войной голландский флот заказал известной немецкой фирме «Вулкан» в Штеттине серию миноносцев небольшого водоизмещения. После начала войны их реквизировало Германское правительство. 10 августа 1914 года правительства Германии и Нидерландов договорились о том, что по немецким чертежам на голландских верфях будут построены аналогичные корабли, получившие прежние номера Z-1 — Z-4. Позже были заказаны Z-5 — Z-8 по модифицированному проекту. Эти миноносцы предназначались для службы в колониях и отличались составом и типом ЭУ. Если на кораблях 1-й серии стояло 3 водотрубных ПК со смешанным отоплением и 2 ПТУ «AEG-Vulkan», то 2-я серия оснащалась устаревшими цилиндрическими ПК со смешанным отоплением и ПМ тройного расширения.
В 1921 г. Польша получила два миноносца — V-105 и V-108. «Kasub» (б. V-108) погиб 20.7.1925 в результате взрыва котла. «Mazur» (б. V-105) в 1931 г. перестроили в учебно-артиллерийский корабль — с него сняли ТА, а число 75-мм орудий увеличили с двух до четырёх. Полубак продлили до носовой надстройки. В 1935 г. на корабле ликвидировали одно КО (скорость хода в результате снизилась с 29 до 20 уз.), сняли кормовую дымовую трубу и перепланировали надстройку. Одно из 75-мм орудий заменили на 40-мм автомат «пом-пом». «Mazur» потоплен герм, авиацией 1.9.1939 г.
Z-1, Z-2 и Z-4 списаны в 1933 г. Z-5 переоборудован в 1931 г. в Роттердаме в патрульный корабль для колоний. Были демонтированы ТА и один ПК, а оставшиеся котлы переведены на полностью нефтяное отопление. К началу Второй мировой войны считались устаревшими и использовались как учебные и патрульные корабли. Z-3 был уничтожен экипажем в Эккехейзене 14.5.1940 во избежание захвата немцами, остальные ушли в Англию, Z-5 с марта 1942 г. по 1945 г. использовался брит, флотом как судно обеспечения боевой подготовки ПЛ под названием «Blade». Все сданы на слом в 1943—1947 гг.

## Водоизмещение и энергетическая установка
Водоизмещение 340 т (нормальное), 421 т (в полному грузу). На кораблях типа в качестве ГЭУ были установлены две паровые турбины АЭГ «Вулкан» общей мощностью 5760 л. с. (на испытаниях) и четыре котла Ярроу с давлением 18,5 атмосфер (два нефтяных и два угольных). Максимальные запасы топлива на миноносцах этого типа: 60 тонн угля, 16,2 т нефти.

## Вооружение
Немецкие миноносцы вооружались двумя 88-мм орудиями (боезапас 60 патронов на ствол), на V-106 два 52-мм орудия (боезапас 100 патронов на ствол). Торпедное вооружение эсминцев состояло из двух надводных 450-мм торпедных аппаратов.
Артиллерийское вооружение всех голландских миноносцев состояло из 2x1 75-мм/ЗО пушек «Bofors» № 4. Из ТА один был двухтрубным и располагался в кормовой части, а два других — однотрубными и стояли за срезом полубака, как на германских мм того времени.